# Tetragonidiaceae
Famille
Les Tetragonidiaceae sont une famille d'algues de l'embranchement des Cryptista, de la classe des Cryptophyceae et de l’ordre des Tetragonidiales.

## Étymologie
Le nom de la famille vient du genre type Tetragonidium, composé du préfixe tetra-, quatre, et du suffixe -goni, angle, littéralement « quatre angles », en référence à la forme tétraédrique de cet organisme.

## Description
Le genre type Tetragonidium est constitué de cellules tétraédriques minuscules et libres ; à paroi cellulosique, épaissie le long des marges et des angles ; avec un seul chloroplaste brun, réticulé, avec un pyrénoïde et de l'amidon. Le noyau et gros et excentrique (non centré dans la cellule).
La reproduction est faite par production de zoospores « de type Cryptochrysis » (Cryptophyceae de la famille des Cryptochrysidaceae), dorsiventrales, faiblement sillonnées au milieu, munies de deux flagelles subapicaux ; la zoospore est mobiles pendant une courte période, puis elle s'installe au moyen d'une paroi mince pour former à nouveau des cellules tétraédriques.

## Distribution
Le genre type Tetragonidium a été découverte en eau douce, dans de petits étangs d'eau propre, dans des prairies marécageuses autour de la ville de Franzensbad (actuelle République tchèque).

## Liste des genres
Selon AlgaeBase (5 septembre 2022) :
- Bjornbergiella C.E.M.Bicudo, 1966
- Tetragonidium Pascher, 1914

## Systématique
Le nom correct complet (avec auteur) de ce taxon est Tetragonidiaceae Bourrelly ex P.C.Silva, 1980.